# Wiedeński Mistrz Marii Burgundzkiej
Wiedeński Mistrz Marii Burgundzkiej (XV wiek) – flamandzki malarz iluminator działający w Gandawie w latach 1469-1483.

## Życiorys
Wiedeński Mistrz Marii Burgundzkiej swój przydomek zawdzięcza portretowi młodej Marii Burgundzkiej, wykonanemu na potrzeby wiedeńskich Godzinek Marii Burgundzkiej. Po raz pierwszy o artyście wspomniał austriacki historyk Otto Pächt w 1948 roku w swojej pracy pt. The Master of Mary of Burgundy. Pierwotnie identyfikowano go z Alexandrem (Sandersem) Beningiem lub z warsztatem gandawskim Hugona van der Goesa i Justusa z Gandawy. Współpracował z najbardziej znanymi południowoniderlandzkimi iluminatorami, m.in. z Lievenem van Lathhem, Simonem Marmionem czy z Nicolasem Spierinc, skrybą Godzinek Marii Burgundzkiej.

## Twórczość
W Gandawie Wiedeński Mistrz Marii Burgundzkiej tworzył głównie dla Karola Zuchwałego, jego trzeciej żony księżnej Małgorzaty z Yorku oraz dla córki księcia z drugiego małżeństwa Marii Burgundzkiej. Około 1470 roku dekorował Godzinki Ysabeau a następnie ok. 1475 Brewiarz Małgorzaty z Yorku. Wykonał ilustracje do Godzinek Voustre Demeure (1481) i Godzinek Engelberta van Nassau (ok. 1480). W 1480 roku stworzył kilka najbardziej znanych iluminacji w wiedeńskich Godzinkach Marii Burgundzkiej. Początkowo łączono go z innymi Godzinkami Marii Burgundzkiej i Maksymiliana I. 
 

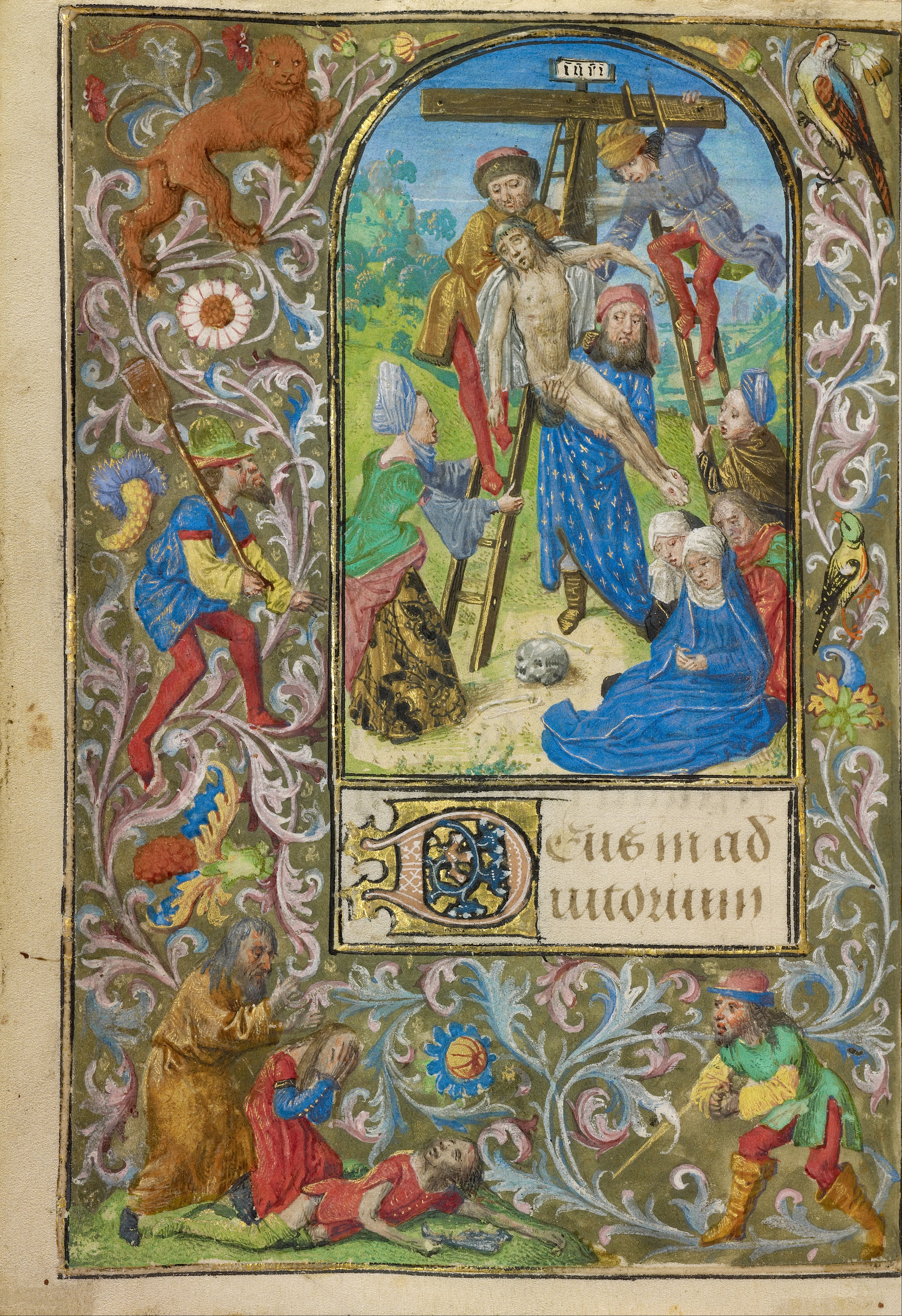
Karta z Livre de prière de Charles le Téméraire

W swoich pracach łączył sceny figuralne z bordiurą, komponując realistyczne motywy martwej natury i różne formy roślinne tworzące swoiste trompe-l'oeil. 

Stworzył koncepcję iluminowanej karty kodeksu jako iluzyjnego okna, otwartego na scenę z historii religijnej lub wizerunek świętych osób. (...) Innowacją było też umieszczenie tekstu na iluzyjnej tablicy, arkuszu lub planszy, zawieszonej przed miniaturą, unoszącej się w przestrzeni na tle malowanego widoku pejzażowego z opowieścią biblijną czy też na tle sekwencji scen figuralnych, np. miniatura z etapami "Drogi Krzyżowej" w Godzinkach Voustre Demeure

Wiedeński Mistrz Marii Burgundzkiej był pionierem w dziedzinie ikonografii; stworzył nowe interpretacje scen biblijnych, niewystępujące dotychczas w sztuce: w scenie Zwiastowania z Godzinek Voustre Demeure umieścił scenę z Marią w drodze do domu Elżbiety i Zachariasza jako zapowiedź Nawiedzenia, a w miniaturze Ukrzyżowania ukazał górę Golgotę w owalnym otworze w niebiosach jako wizję Chrystusa podczas modlitwy w Ogrodzie Oliwnym. W Godzinkach Marii Burgundzkiej po raz pierwszy przedstawił scenę Przybicia do krzyża. Jego innowacyjność miała swoje podłoże w kompozycjach Hugona van der Goesa, od którego czerpał również wzory postaci; św. Jan z iluminacji Przybycia do krzyża zaczerpnięty został z obrazu Opłakiwanie z wiedeńskiego Kunsthistorisches Museum a sceneria wnętrza ze sceny Zaśnięcia Marii z Godzinek Nassau wzorowana była na podobnej scenerii z paryskiego Tryptyku Zwiastowania powstałego w warsztacie Weydena. 
Jego kompozycje były wykorzystywane przez malarzy tablicowych: Geertgena tot Sint Jansa, czy Hieronima Boscha oraz późniejszych iluminatorów: Mistrza Modlitewnika Drezdeńskiego, Mistrza Jakuba IV Szkockiego, Mistrza Pierwszego Modlitewnika Maksymiliana I, Mistrza Modlitewników, Gerarda Horenbouta i Simona Beninga.